# Nipponopsyche fuscescens
Nipponopsyche fuscescens är en fjärilsart som beskrevs av Katsumi Yazaki 1926. Nipponopsyche fuscescens ingår i släktet Nipponopsyche och familjen säckspinnare. Inga underarter finns listade i Catalogue of Life.